# Felix Thürlemann
Felix Thürlemann (Waldkirch (Sankt Gallen), 18 d'agost de 1946) és un professor d'història de l'art i semiòtica de la universitat de Constança.

## Biografia
Va estudiar Filologia Llatina i Medieval a la universitat de Zuric i doctorar-se el 1973 (summa cum laude) amb una tesi sobre "El discurs històric en Gregori de Tours". El 1979 es va doctorar en Histoire de l'art et Archéologie a la universitat de la Sorbona de París amb un estudi sobre Paul Klee.
Entre 1978 i 198l treballa d'assistent de literatura francesa a la universitat de Zuric, iniciant treballs d'investigació sobre història de l'art i semiòtica. Passa a ocupar la plaça de professor de la mateixa universitat, simultaniejant-lo amb les classes d'història de l'art a la universitat de Ginebra.
Entre l98l i 1983 va dur a terme un estudi sobre el problema de l'auto-interpretació a la pintura moderna. Realitza viatges d'investigació a Nova York (1981-82) i Roma (Tardor 1982). Entre 1985 i 1986 imparteix classes a les universitats de Zuric i Basilea.
Des de 1987, professor d'història de l'art a la universitat de Constança.

## Publicacions
- Trois peintures de Paul Klee: essai d'analyse sémiotique (en francès).  Collège de France, 1979.[Enllaç no actiu]
- La fonction de l'admiration dans l'esthétique du XVIIe siècle: à propos de la "Charité romaine" dans la Manne de Poussin (en francès).  Institut National de la Langue Française, 1983.[Enllaç no actiu]
- Kandinsky über Kandinsky: der Künstler als Interpret eigener Werke (en alemany).  Benteli Verlag, 1986. ISBN 978-3-7165-0558-8.
- Fictionality in Mantegna's San Zeno Altarpiece: structures of mimesis and the history of painting (en anglès), 1988.
- Robert Campin, das Mérode-Triptychon: ein Hochzeitsbild für Peter Engelbrecht und Gretchen Schrinmechers aus Köln (en alemany).  Fischer Taschenbuch Verlag, 1997. ISBN 978-3-596-12418-3.
- Vom Bild zum Raum: Beiträge zu einer semiotischen Kunstwissenschaft (en alemany).  DuMont Buchverlag, 1990. ISBN 978-3-7701-2361-2.
- Georges-Henry Clouzot - "Le mystère Picasso": Tutorat - Sommersemester 1998 (en francès), 1998.
- Robert Campin: eine Monographie mit Werkkatalog (en alemany).  Prestel, 2002.[Enllaç no actiu]
- Dürers doppelter Blick (en alemany).  UVK Universitätsverlag Konstanz, 2008. ISBN 978-3-87940-816-0.
- Felix Thürlemann. Rom: eine Stadt in Karten von der Antike bis heute (en alemany).  Primus Verlag GmbH, 2009. ISBN 978-3-89678-661-6.